# Kangtsha
Kangtsha, även känt som Gangca, är ett härad i den autonoma prefekturen Haibei i Qinghai-provinsen i västra Kina.